# I Don't See Me in Your Eyes Anymore
«I Don't See Me in Your Eyes Anymore» es una canción compuesta por Bennie Benjamin y George David Weiss en 1949. La versión más conocida de la canción es una grabación por el músico estadounidense Charlie Rich. Se publicó en abril de 1974 como el segundo sencillo de su álbum de estudio There Won't Be Anymore.

## Recepción de la crítica
Un escritor no especificado de la revista Cash Box escribió: “Esta balada es un cruce automático de pop y country y podría atraer nuevos fanáticos a Charlie (si eso es posible). Vale la pena tomar este ‘viaje turístico’”. Un escritor no especificado de Billboard elogió el “hermoso canto” de la canción.

## Rendimiento comercial
La interpretación de Rich alcanzó el puesto número uno en la lista Hot Country Singles de la revista Billboard en junio de 1974. Fue su quinta canción número uno en general y su tercer número uno solo en los primeros seis meses de 1974.

## Lista de canciones
- 7-inch single – RCA APB0-0260

1. «I Don't See Me in Your Eyes Anymore» – 2:12
2. «No Room to Dance» – 2:10

## Posicionamiento
| Gráfica (1974)                                 | Pico de posición |
| ---------------------------------------------- | ---------------- |
| Estados Unidos (Billboard Hot 100)             | 47               |
| Estados Unidos (Billboard Easy Listening)      | 9                |
| Estados Unidos (Billboard Hot Country Singles) | 1                |